# Donje Brezno
Donje Brezno falu Horvátországban Krapina-Zagorje megyében. Közigazgatásilag Hum na Sutlihoz tartozik.

## Fekvése
Krapinától 19 km-re északnyugatra, községközpontjától 5 km-re délnyugatra a Szutla folyó partján, a szlovén határ mellett fekszik.

## Története
A településnek 1857-ben 208, 1910-ben 287 lakosa volt. Trianonig Varasd vármegye Pregradai járásához tartozott. 2001-ben 128 lakosa volt.

## Nevezetességei
Védett épület a hagyományos építésű 2232/1 helyrajzi számú telken álló lakóház két gazdasági épületével.